# Phoenix (sonda)

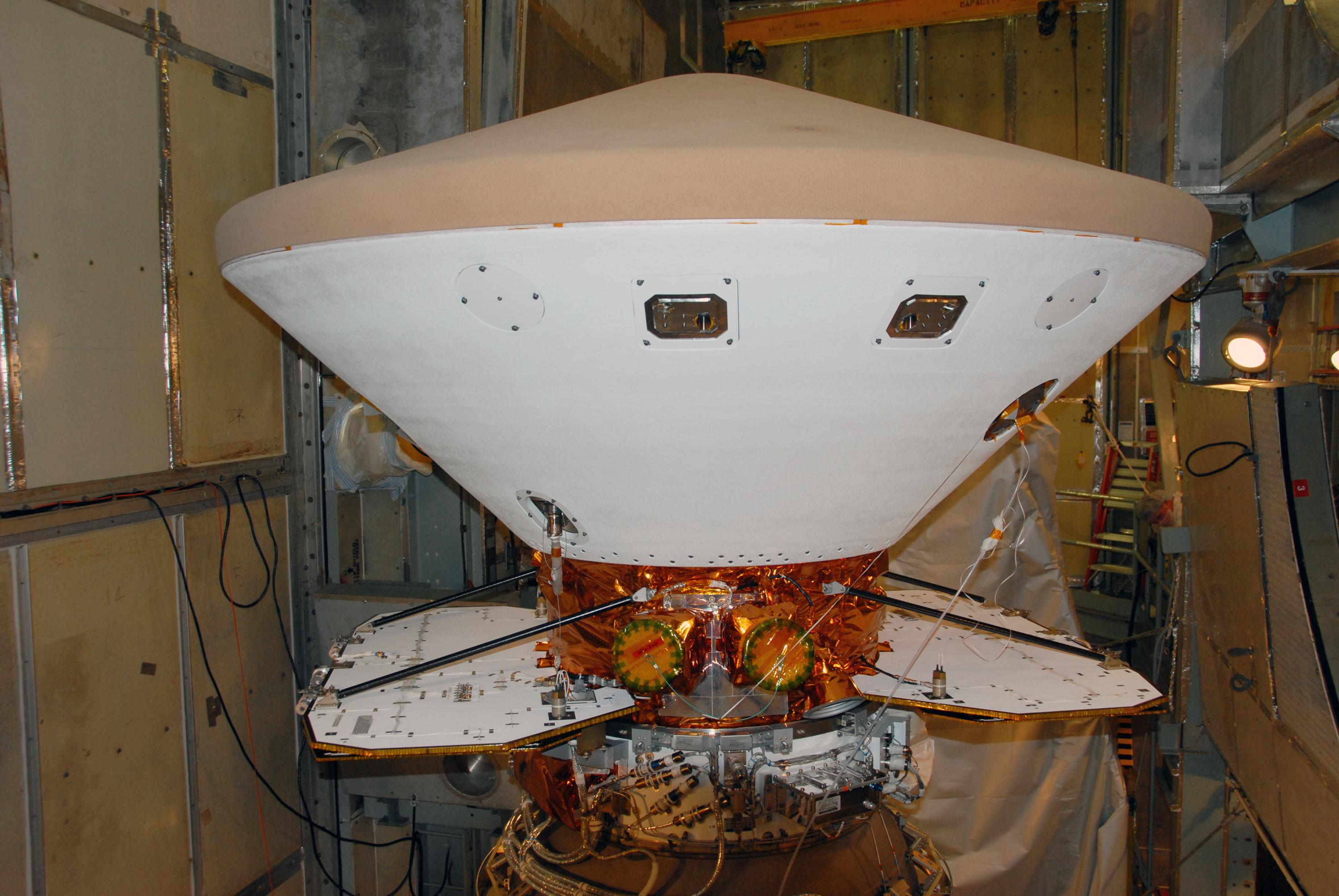
Sonda Phoenix

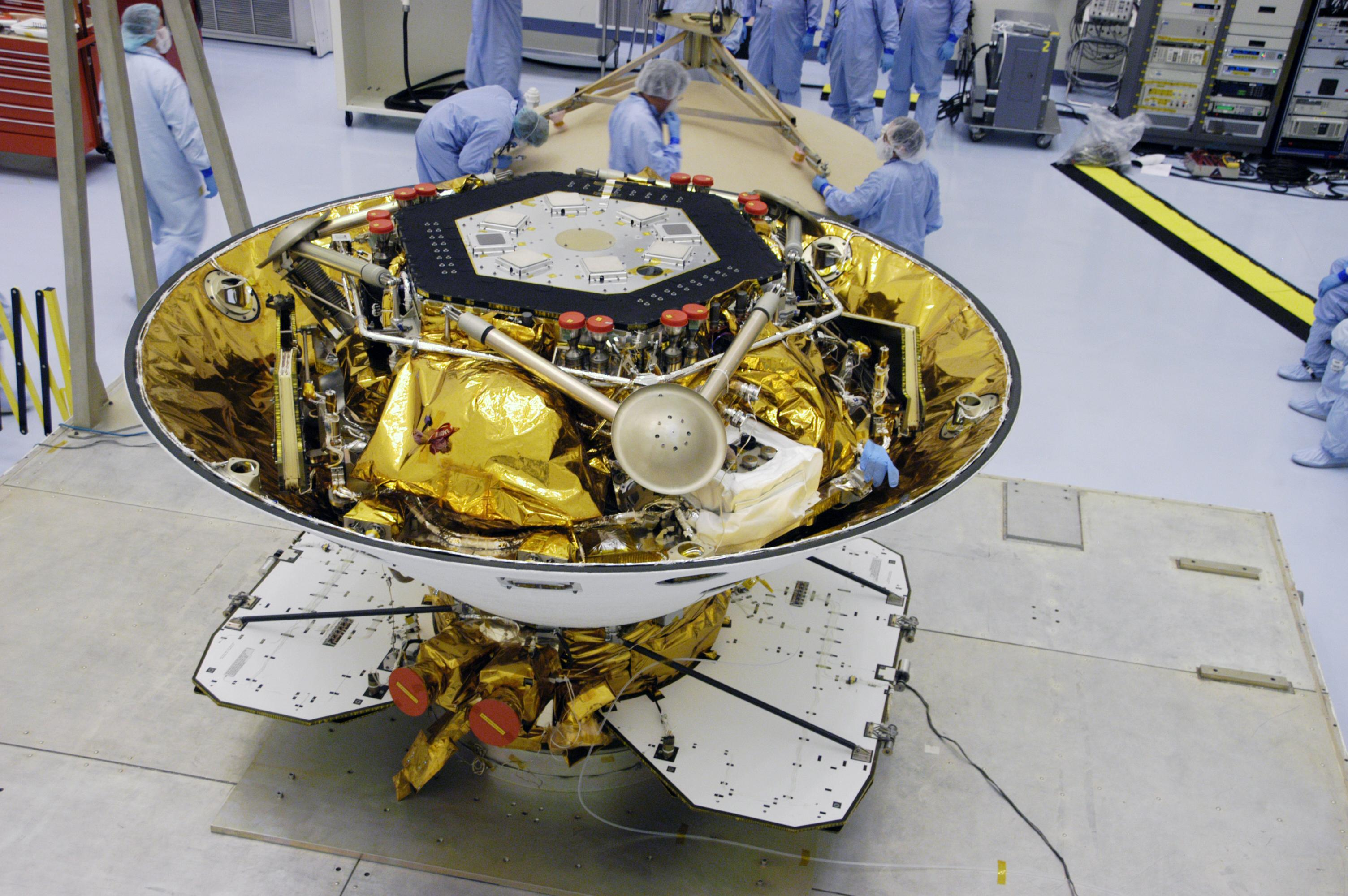
Sonda Phoenix s sejmutým tepelným štítem

Phoenix byla robotická sonda, která úspěšně přistála na povrchu planety Mars v polární oblasti Vastitas Borealis. Vědci řídící Phoenix využívali nástroje na palubě sondy, aby zjistili, jestli byly přírodní podmínky na Marsu vhodné pro mikroskopický život. Sonda zde také zkoumala historii vody. 31. července 2008 sonda Phoenix potvrdila přítomnost vody, ve formě ledu, který našla několik centimetrů pod povrchem Marsu.
Zařízení bylo vypuštěno 4. srpna 2007 pomocí rakety Delta II. Přistání na Marsu proběhlo 25. května 2008. Phoenix přistál poblíž severní polární čepičky Marsu v oblasti bohaté na vodní led. Sonda disponuje robotickou rukou schopnou odběru vzorků zmrzlé půdy.
Program byl řízen Arizonskou univerzitou pod dohledem NASA. Jednalo se o společný projekt univerzit z USA, Kanady, Švýcarska a Německa, NASA, Kanadské kosmické agentury a leteckého průmyslu. Poslední data na Zemi ze sondy dorazila 2. listopadu 2008. Od té doby se kontakt nepodařilo navázat, proto ji NASA považuje za nezvěstnou.

## Historie
V srpnu 2003 zvítězila Arizonská univerzita v soutěži o návrh sondy na Mars pro start v roce 2007 jako první v nové řadě malých, levných sond programu Mars Scout. Výběr byl výsledkem intenzivní dvouleté soutěže s návrhy jiných institucí. Ocenění v hodnotě 325 milionů dolarů je více než šestkrát větší než jakýkoliv výzkumný grant v celé historii University of Arizona.
Peter H. Smith z Lunární a planetární laboratoře University of Arizona byl pověřen vést tuto misi. Název mise je vtipný dvojsmysl: Prvním významem je Phoenix hlavní město Arizony, a druhým je Fénix, mytologický pták, který se stále znovu rodí z popela. Jako tento pták, také Phoenix obsahuje již dříve vyrobené komponenty. Přistávací modul pro misi v roce 2007 je upravený modul mise Mars Surveyor 2001 Lander (zrušena v roce 2000 po nehodě sondy Mars Polar Lander). Lockheed Martin poté uložil dva téměř kompletní moduly do klimatizovaného skladu.

## Popis sondy

### Vědecké vybavení
Informace čerpány z.
RA (Robotic Arm)
Robotické rameno o délce 2,35 m se čtyřmi stupni volnosti – nahoru a dolů, do stran, dopředu a dozadu a kolem své osy. Na jeho konci je malá radlice, která umožní odebírání vzorků půdy až do hloubky 50 cm. Vyhodnocení vzorků proběhne v analyzátorech TEGA a MECA. Rameno RA je tak jedno z nejdůležitějších zařízení na sondě Phoenix, protože je právě jedinou možností, jak odebrat vzorky pro výše zmíněné analyzátory.
RAC (Robotic Arm Camera)
Kamera umístěna na robotickém rameni RA. Hlavním úkolem je pořizovat barevný obrazový materiál odebíraných vzorků, místa odběru a okolí přistávacího modulu. K osvětlení snímané oblasti slouží dva bloky LED diod – horní jich obsahuje 36 modrých, 18 zelených a 18 červených, spodní 16 modrých, 8 zelených a 8 červených. Přesně definovaná vlnová délka světla emitovaného LED diodou bude využita ke zkoumání složení povrchu a odkrytých podpovrchových vrstev se zaměřením na detekci vody a vodního ledu. CCD snímací prvek bude pořizovat snímky ve velmi vysokém rozlišení až 23 μm na pixel.
SSI (Surface Stereoscopic Imager)

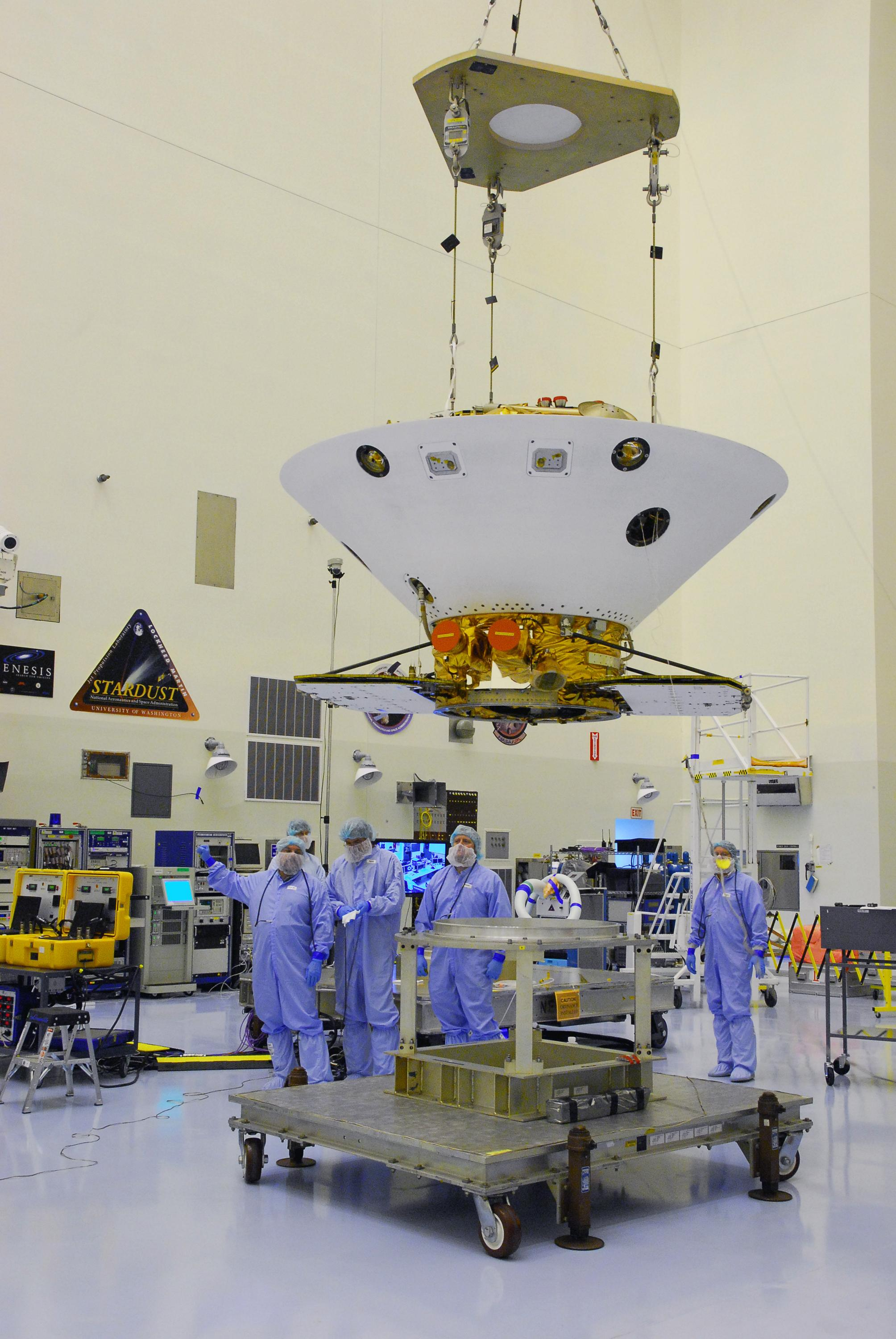
Sonda Phoenix v montážní hale

Panoramatická stereoskopická kamera s vysokým rozlišením. Využívá pokročilý optický systém s 12 filtry, které umožňují multispektrální snímaní jak ve viditelné, tak infračervené oblasti. Výsledná data budou využita k získaní informací o prostorovém uspořádání krajiny kolem přistávacího modulu, měření koncentrace prachu a přítomnosti mraků v atmosféře. Samozřejmostí je vytváření, v dnešní době populárních, virtuálních 3D snímků.
TEGA (Thermal and Evolved Gas Analyzer)
Kombinuje vysokoteplotní pec a hmotnostní spektrometr. Vzorky půdy odebrané robotickým ramenem RA budou dopraveny do úzké komory velké asi jako náplň kuličkového pera, kde se vzorek postupně zahřeje až na teplotu 1 000 °C. Odpařené látky jsou pak odvedeny do hmotnostního spektrometru, kde jsou podrobeny analýze. Rozlišovací schopnost měření koncentrace vybraných molekul a atomů je až neuvěřitelná – 10 částic z miliardy.
MECA (Microscopy, Electrochemisty and Conductivity Analyzer)
Jedná se o soubor několika vědeckých přístrojů pro analýzu odebraných vzorků marsovské půdy. Vyhodnocení vzorku bude zajištěno na základě jeho elektrochemických a vodivostních charakteristik. Pomocí mikroskopu budou pozorovány částečky půdy pro určení způsobu jejich vzniku a složení.
MARDI (Mars Descent Imager)
Širokoúhlá kamera pro snímání povrchu Marsu při přistání. Po odhození tepelného štítu, ve výšce kolem 8 km, začne snímkování přistávací oblasti sondy Phoenix. Snímky budou sloužit ke zkoumání polární oblasti Marsu hlavně k přesnému geografickému zařazení místa přistání. Kamera bude mít možnost pořídit snímek každé 4 ms a její součástí bude i mikrofon. Po přistání bude sestupová kamera MARDI vypnuta.
MET (Meteorological Station)
Jak již název napovídá, bude náplní tohoto zařízení měření a zaznamenávání základních meteorologických prvků jako je teplota, vlhkost a tlak pomocí konvenčních čidel. Mimoto bude použita technologie LIDAR (Light Detection and Ranging) pro zkoumání zejména vlastností atmosféry. LIDAR funguje na obdobném principu jako radar s tím rozdílem že místo rádiových vln se využívá světelného (laserového) paprsku.

## Průběh mise

### Vypuštění sondy

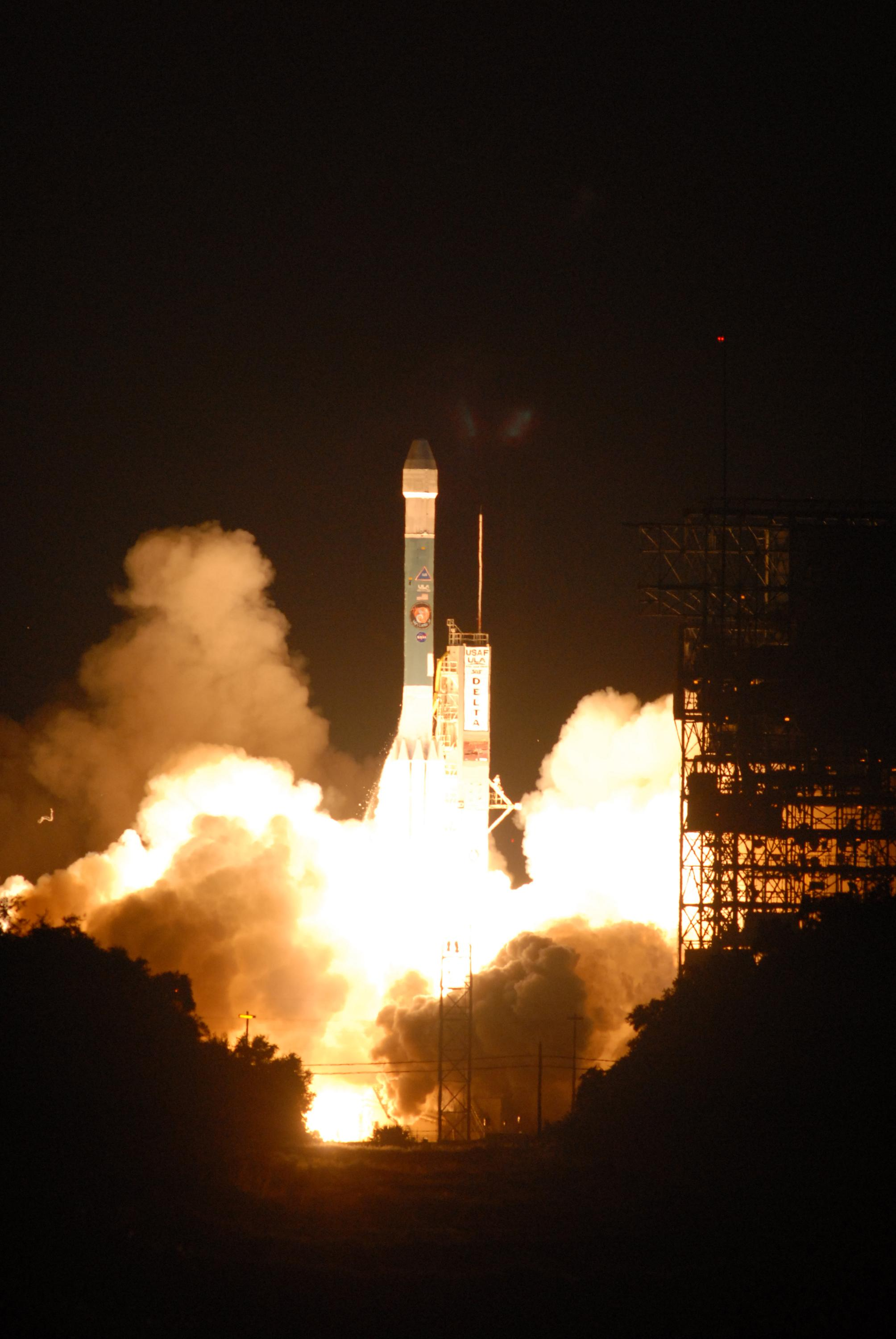
Vypuštění sondy Phoenix 4. srpna 2007

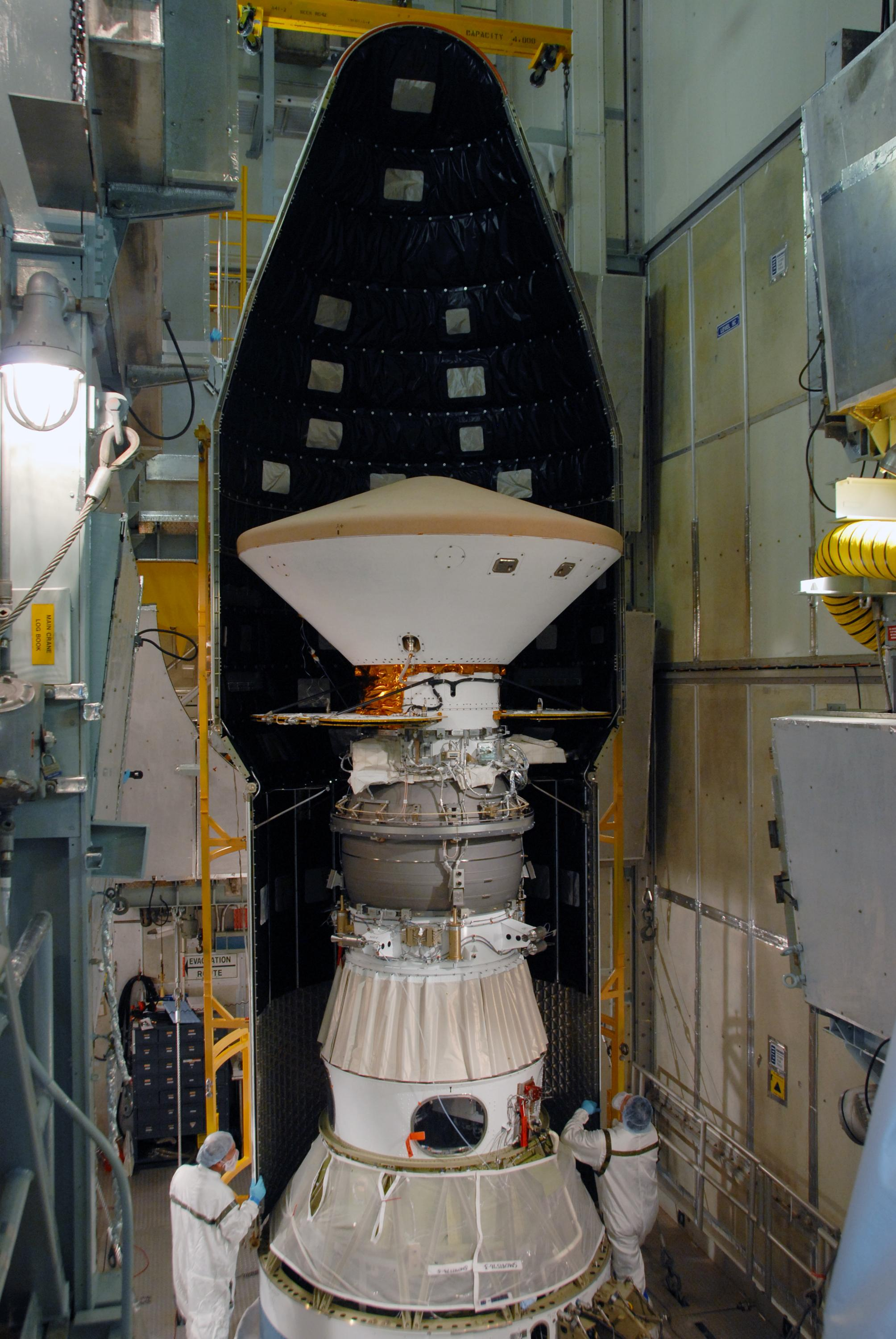
Sonda Phoenix umísťovaná do rakety Delta 7925

Sonda Phoenix byla vypuštěna 4. srpna 2007 09:26:34 UTC na raketovém nosiči Delta 7925 z Cape Canaveral. Odstartování proběhlo bez technických odchylek. Vypuštění proběhlo během startovacího časového okna dostupného od 3. srpna do 24. srpna 2007. Nosič 7925 byl vybrán s ohledem na úspěšnou historii, která zahrnovala starty mise Mars Exploration Rover v roce 2003 a start sondy Mars Pathfinder v roce 1996.

### Přeletová fáze
Šestý den proběhla první dráhová korekce, protože sonda po startu nesměřovala záměrně přímo k Marsu. Stejným směrem se totiž pohyboval i poslední stupeň nosné rakety. Pokud by sonda zamířila rovnou ke svému cíli, na planetu by kromě sondy dopadla i nesterilizovaná část rakety, která by mohla kontaminovat povrch. Po korekčním manévru tedy sonda zamířila správným směrem k Marsu, nosná raketa mine planetu zhruba o jeden milion kilometrů.
V průběhu dalšího letu technici testovali funkčnost jednotlivých přístrojů umístěných na sondě, zvláště přistávacího radaru a UHF rádia, které bude udržovat komunikaci s družicemi na oběžné dráze po přistání. Všechny testy proběhly úspěšně.

### Přistání

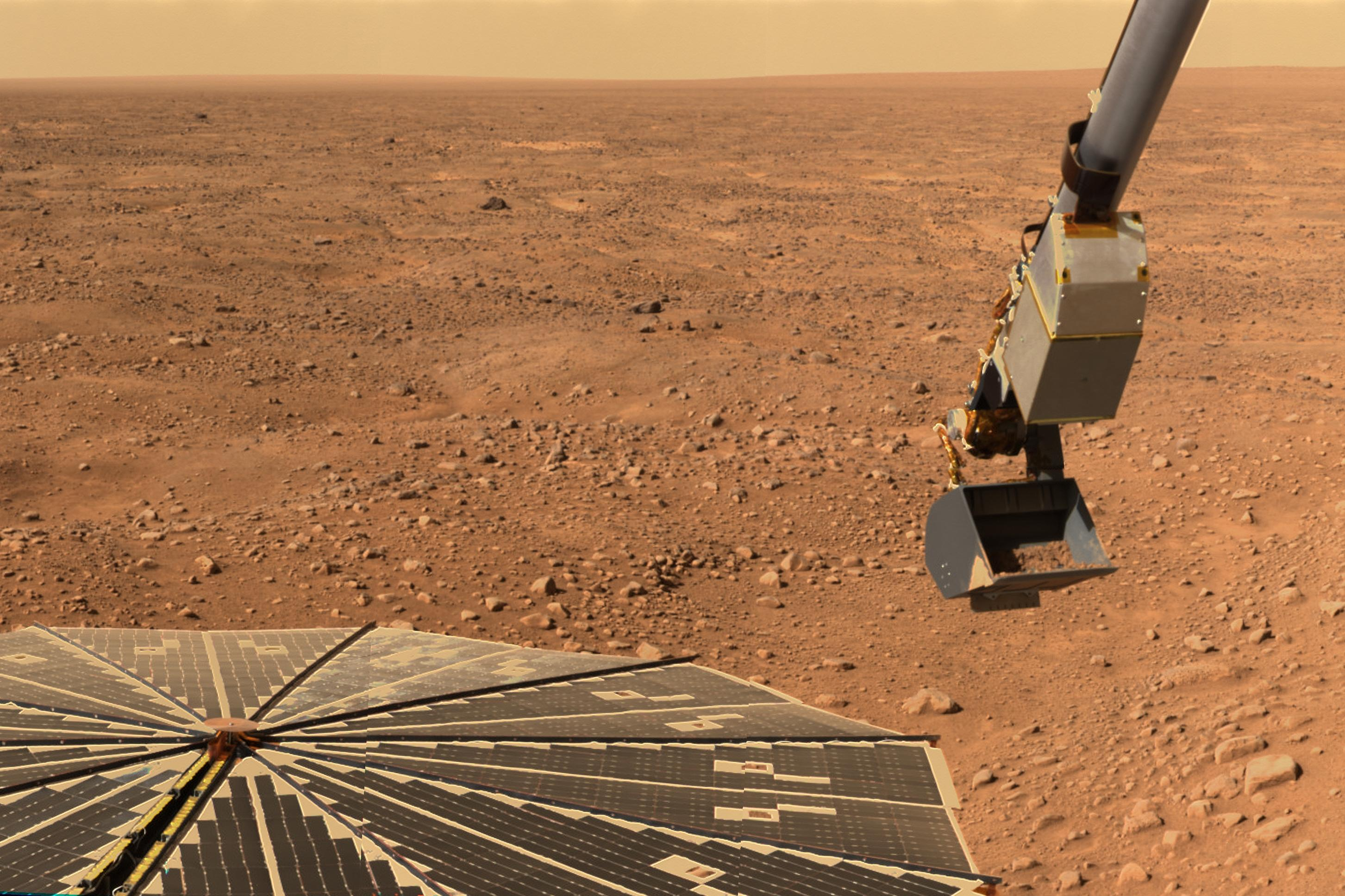
Fotografie Marsu pořízená sondou Phoenix

Phoenix na Marsu úspěšně přistál 25. května kolem 23:38 GMT (26. května 2008 01:38 SELČ). Přistání bylo o 15 minut později potvrzeno řízením letu. Poprvé se podařilo získat snímek (z jiné sondy), jak robot - sonda přistává s padákem na jiné planetě.

### Činnost na Marsu
Během několika dní sonda začala pracovat. Byly odeslány první fotografie, pomocí mechanické ruky začalo zkoumání vlastností povrchu. Data byla odesílána k Zemi pomocí dalších sond obíhajících Mars.
Poslední data na Zemi ze sondy dorazila 2. listopadu 2008. Od té doby se kontakt nepodařilo navázat, proto ji NASA považuje za nezvěstnou.

## DVD

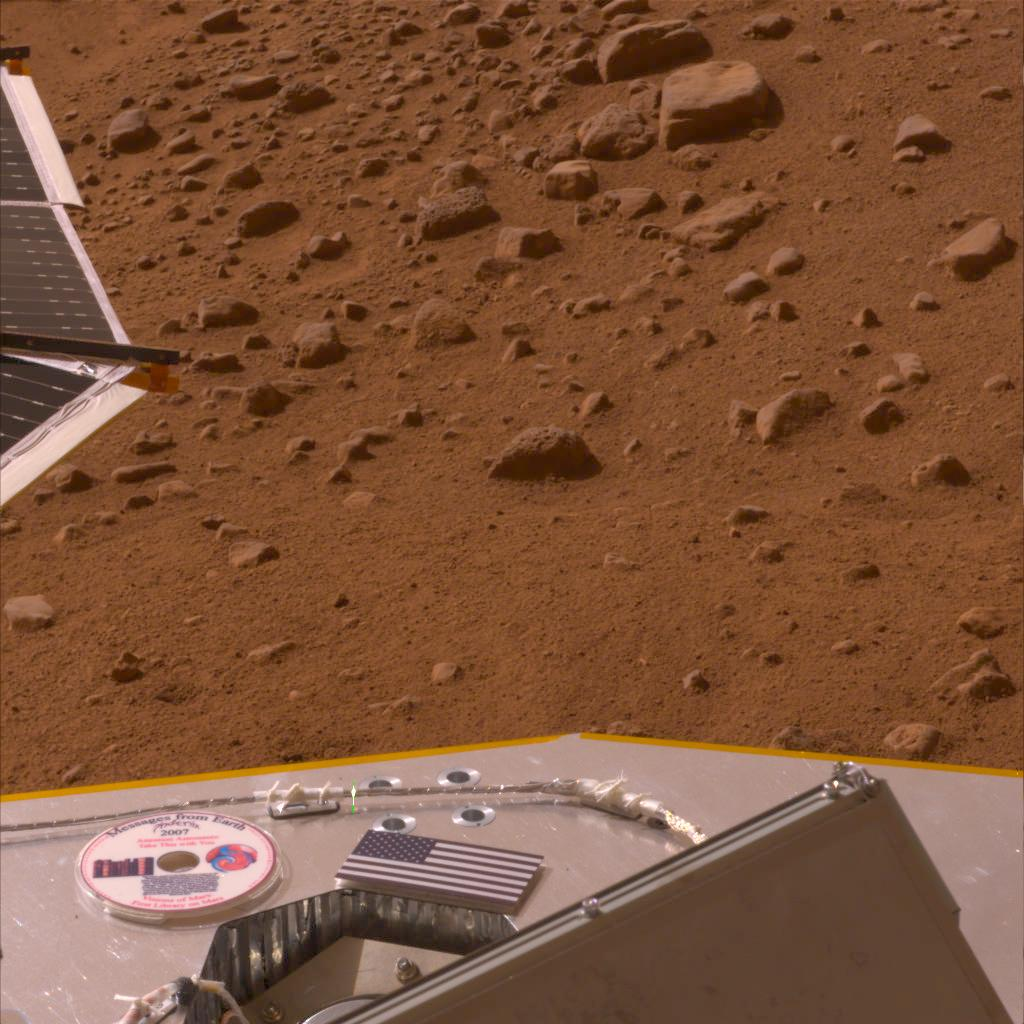
DVD na Marsu

Phoenix nese na Mars DVD vyrobené ze speciálních křemenných skel. Ta odolají nepříznivým marsovským podmínkám po stovky, ne-li tisíce let. DVD bylo zkompilováno Planetární společností. Obsahuje mimo jiné text Wellsovy Války světů a Bradburyho Marťanské kroniky. Jsou na něm nahrané vzkazy takových osobností jako byl astronom Carl Sagan nebo spisovatel sir Arthur C. Clarke. Disk rovněž obsahuje téměř čtvrt milionu jmen lidí, kteří se zaregistrovali na webu Planetární společnosti, a které vybral počítač.